# الحدود الألمانية الفرنسية

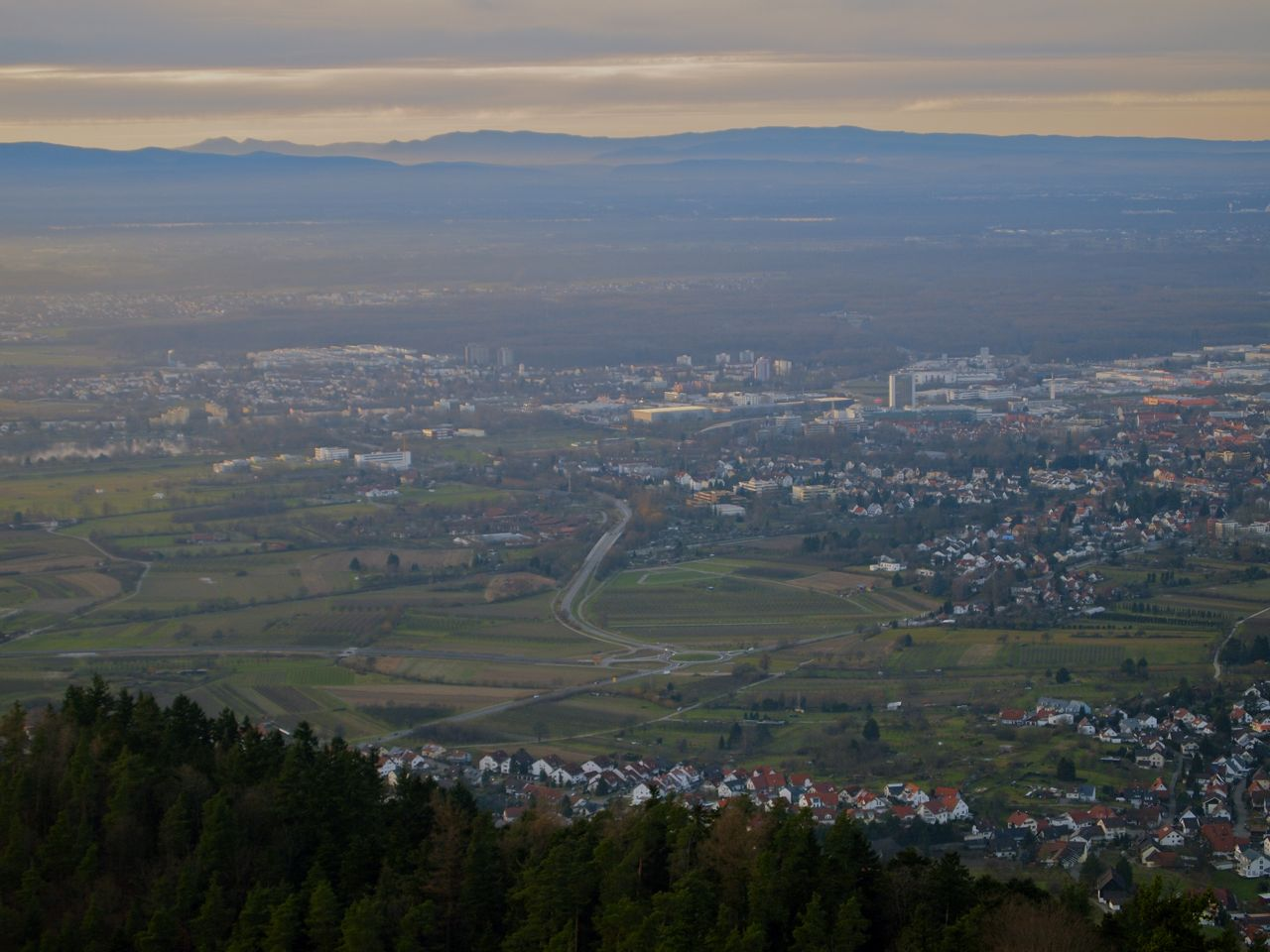
منظر لأوفنبورغ باتجاه الغرب، مع جبال الفوج في الخلفية.

الحدود الألمانية الفرنسية (بالألمانية: Grenze zwischen Deutschland und Frankreich)‏؛ (بالفرنسية: Frontière entre l'Allemagne et la France)‏ يبلغ طولها 450 كيلومتر (280 ميل). حوالي نصف الحدود تمتد على طول نهر الراين.

## التاريخ
يمكن إرجاع الحدود بين فرنسا وألمانيا إلى القرن السابع عشر، والمعاهدات المختلفة التي أعقبت حرب الثلاثين عامًا (1618-1648)، بدءًا من معاهدة ويستفاليا (1648) ومعاهدة نايميخن (1678-1679)، التي حددت نهر الراين كحدود بين مملكة فرنسا والولايات الألمانية المختلفة. تم تحديد الحدود الفعلية في مؤتمر فيينا عام 1815. ثم تغيرت الحدود بعد الهزيمة الفرنسية خلال الحرب الفرنسية البروسية (1870-1871)، حيث أُجبرت الجمهورية الفرنسية الثالثة على التنازل عن الألزاس واللورين للإمبراطورية الألمانية الجديدة في عام 1871. ثم أعيد الإقليم إلى فرنسا بعد 48 عامًا بعد معاهدة فرساي في عام 1919. تغيرت الحدود مرة أخرى في عام 1941 عندما ضمت ألمانيا النازية المنطقة بحكم الأمر الواقع (بدون اعتراف قانوني دولي أو معاهدة). أعيد ترسيم الحدود الحالية بعد هزيمة ألمانيا النازية في الحرب العالمية الثانية.
في عام 2019، فرضت السلطات الألمانية عمليات تفتيش مطولة على الحدود. أسفرت هذه الفحوصات عن منع 178 شخصًا من دخول ألمانيا. تم القبض على 1177 شخصًا على قائمة المطلوبين، وكان هناك 1235 انتهاكًا لقوانين الإقامة، و406 انتهاكًا لقوانين المخدرات، و205 انتهاكًا لقوانين الأسلحة، و47 حالة لوثائق مزورة، وتم منع 19 شخصًا من خلفيات متطرفة من دخول ألمانيا. كان معظم هؤلاء على طول الحدود مع فرنسا والنمسا.

## المسار
تتبع الحدود نهر الراين الأعلى من النقطة الثلاثية (Dreiländereck) مع الحدود الفرنسية السويسرية والألمانية السويسرية في بازل (47°35′24″N 7°35′20″E / 47.590°N 7.589°E)، وتمر بين ستراسبورغ واوفنبرغ. يشكل نهر الراين الحدود الشرقية للألزاس على الجانب الفرنسي والحدود الغربية لولاية بادن فورتمبيرغ على الجانب الألماني.
المنبع من كارلسروه (48°58′01″N 8°14′02″E / 48.967°N 8.234°E)، تترك الحدود نهر الراين، وتواصل غربا لتشكيل الحدود الشمالية من الألزاس واللورين على الجانب الفرنسي، والحدود الجنوبية لراينلند بالاتينات وسارلاند على الجانب الألماني. تمر عبر ساربروكن وبيتيت روسيل وفريمنج-ميرليباخ وكروتزوالد وتلتقي بالطريق الأوروبي E29 قبل أن تنتهي عند النقطة الثلاثية الفرنسية-اللوكسمبورغية-الألمانية على نهر موزيل، بالقرب من قرية شينجن، لوكسمبورغ (49°27′36″N 6°22′08″E / 49.460°N 6.369°E؛ تم اختياره كموقع رمزي لتوقيع اتفاقية شينجن بين فرنسا وألمانيا ودول البنلوكس في عام 1985).